# Міщенко Сила Мойсейович
Мі́щенко Си́ла Мусі́йович (30 червня 1897 , Іванівка, Потіївська волость, Радомисльський повіт, Київська губернія, Російська імперія  — 16 жовтня 1941 , Бутирська в'язниця, Москва, РРФСР, СРСР ) — радянський военачальник, командир червоного козацтва.

## Біографія
Народився в с. Янівка Потіївської волості Радомисльського повіту Київської губернії (нині — с. Іванівка Малинського району Житомирської області) в українській селянській родині.
У 1914 році закінчив церковно-вчительську семінарію, 1915 року — Перше Київське Костянтинівське військове училище. Закінчивши прискорений курс училища, молодого офіцера послано на фронт. Під час Першої світової війни отримав два поранення. Дослужився до звання штабс-капітана. Був двічі поранений. Там-таки на фронті в червні 1917 року вступив у партію більшовиків.
В армії УНР був командиром 1-го куреня полку імені Сагайдачного (приховавши від керівництва свою більшовицьку партійність). У ніч із 15 на 16 січня привів увесь свій курінь разом із добровольцями з інших куренів до повсталого заводу «Арсенал». Як військового спеціаліста, його призначено комендантом «Арсеналу». 18 січня, на пропозицію Центральної Ради щодо замирення, його послано в Маріїнський палац на чолі делегації арсенальців на перемовини. Попри гарантії недоторканості парламентерам, що надала Центральна Рада, близько 11-ї вечора парламентерів разом із Силою Міщенком заарештували вояки полку імені Дорошенка, відтак їх доправили до комендатури міста. Скориставшись безладом, Міщенко зміг утекти, добратися до Арсеналу, однак його знову заарештовано. За участь у повстанні військовий трибунал засудив Силу Міщенка до страти, проте вирок не виконано, а самого Міщенка звільнено після встановлення в Києві радянської влади.
26 січня (8 лютого) 1918 року в Києві розпочали формувати 4-го куреня Червоного Козацтва, до якого записалося близько 1000 бійців, командиром якого призначили Міщенка.
У 1918—1920 роках служив на командних посадах у Червоній Армії. За бої під Варшавою, виведення з оточення 50-ї стрілецької бригади 17-ї стрілецької дивізії та стримання наступу супротивника Міщенка нагороджено орденом Червоного Прапора.
У 1929 році Сила Міщенко — очільник Школи Червоних старшин імені ВУЦВК у Харкові — єдиного вищого військового навчального закладу на той час, де викладання велося українською мовою. У 1930 році Міщенка переведено до Військової академії імені Фрунзе в Москві, де, закінчивши Курси удосконалення командного складу, викладав до 1932 року.
З 1932 року — начальник Новоград-Волинського укріпрайону. З 1935 року — старший викладач Військової академії імені Фрунзе, з 1940 року — начальник курсів удосконалення командного складу Військової академії.
З 1935 року — комбриг, а з 1940 року — генерал-майор.
21 квітня 1941 року Міщенка заарештовано за обвинуваченням, що він «вів антирадянську агітацію, спрямовану проти політики партії та Радянської держави», зокрема називав «щасливе життя радянських колгоспників» рабством. Його засуджено до найвищої міри покарання та розстріляно 16 жовтня 1941 року, у числі 220 осіб, що їх страчено того дня.
Посмертно реабілітовано 1955 року.

## Нагороди
- орден Святого Володимира 4-го ступеня.
- ордени Святої Анни 3-го і 4-го ступеня.
- орден Святого Станіслава 3-го ступеня.
- орден Червоного Прапора (1920).